# Sân bay Akita
Sân bay Akita (秋田空港 Akita Kūkō, Thu Điền không cảng) (IATA: AXT, ICAO: RJSK), là một sân bay ở Akita, Nhật Bản.

## Các hãng hàng không và các tuyến điểm
- All Nippon Airways (Nagoya-Centrair, Tokyo-Haneda)
- Ibex Airlines (Osaka-Itami)
- Japan Airlines (Osaka-Itami, Osaka-Kansai, Sapporo-Chitose, Tokyo-Haneda)
- J-AIR (Nagoya-Komaki)
- Korean Air (Seoul-Incheon) [3]